# 董瀚
董瀚（？年—1943年12月），字振溯（朔）。河北省成安縣人。他為抗日戰爭期間陣亡的中國軍方高級將領之一。

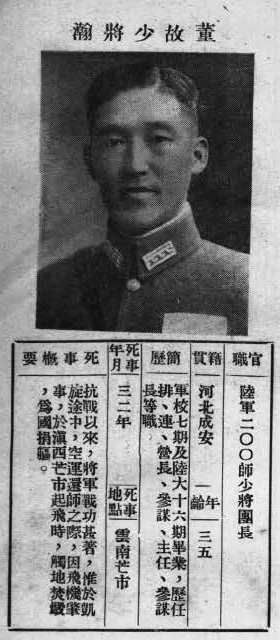
《抗戰軍人忠烈錄》（第一輯）中的董瀚烈士遺像

## 生平[1]
畢業於中央軍校第7期，後入陸軍大學第16期，河北軍事政治學校炮兵科畢業。歷任國民革命軍陸軍第三十二軍司令部直屬炮兵隊排長，教官等職。1938年5月考入陸軍大學正則班學習，1940年9月畢業。任第二十集團軍（總司令商震）陸軍第三十二軍司令部直屬炮兵營營長等職。歷任排長、連長，營長，參謀主任、參謀長，後任第五軍第200師少將團長。參加崑崙關、滇西反攻等戰役。1944年10月20日率部攻克芒市後，乘飛機還師時失事殉職。